# Sidusa stoneri
Sidusa stoneri är en spindelart som beskrevs av Bryant 1923. Sidusa stoneri ingår i släktet Sidusa och familjen hoppspindlar. Inga underarter finns listade i Catalogue of Life.